# Never Cry Werewolf
Hồn sói 6 (tên nguyên bản tiếng Anh: Never Cry Werewolf) là một bộ phim kinh dị - giả tưởng Canada của đạo diễn Brenton Spencer thực hiện với phần kịch bản của John Sheppard. Phim có sự tham gia của các diễn viên Nina Dobrev, Kevin Sorbo, Peter Stebbings.
Bộ phim được công chiếu vào năm 2008. Nó được phát sóng trên kênh Syfy vào tháng 5 năm 2008. Ở Việt Nam, bộ phim được bày bán trên thị trường theo dạng thuyết minh hoặc phụ đề tiếng Việt và có tên dịch sang tiếng Việt là "Hồn sói 6", phim nằm trong một loạt phim về ma sói.

## Nội dung
Khi cô gái Loren Hansett (do Nina Dobrev thủ vai) 16 tuổi cùng gia đình chào hỏi người hàng xóm điển trai Jared Martin (do Peter Stebbings thủ vai) mới dọn đến ở gần nhà của mình, cô cảm thấy có điều gì đó bí ẩn và nguy hiểm ở người thanh niên với vẻ mặt ưa nhìn này cùng với con chó của anh ta.
Cô ngày càng nghi ngờ hơn khi những người trong thị trấn cứ lần lượt biến mất mà có liên quan đến anh chàng này. Trong khi Loren bị ám ảnh bởi cách cư xử của người hàng xóm, cô không biết rằng hắn đang ngày đêm theo dõi cô như sói rình mồi. Nguyên nhân là do cô có khuôn mặt giống người vợ đã qua đời của tên hàng xóm này.
Vì nghi ngờ nên Loren cũng đã theo dõi Jared và phát hiện ra những vụ mất tích của các cô gái điếm có liên quan đến tên này và dần dần phát hiện tên này không phải là người bình thường mà là ma sói. Cô ngày đêm nghiên cứu các tài liệu và phim ảnh về chủ đề ma sói. Cô đã bí mật đột nhập vào nhà Jared và phá hoại một âm mưu giết người tiếp theo của hắn.
Để trả thù, Jared đã tấn công và giết chết người bạn thân của Loren. Cảnh sát đến nhà Loren để điều tra, Loren tố cáo Jared là thủ phạm và khẳng định chính hắn là ma sói nhưng không ai tin cô vì cho rằng cô bị tâm thần, kể cả em trai của cô.
Chỉ có một người bạn là Steven Kepkie (do Sean O'Neill thủ vai) - người đem lòng yêu Loren - tin tưởng và chia sẻ với cô, đồng thời hai người bạn trẻ quyết định đi tìm một thợ săn mà họ biết được qua một chương trình quảng cáo trên truyền hình là Redd Tucker (do Kevin Sorbo thủ vai) để nhờ giúp đỡ tiêu diệt con ma sói này.
Biết được kế hoạch của hai người bạn trẻ, Jared quyết tâm truy đuổi, hắn đem con chó ma quái của mình đến cửa hàng súng của Tucker và gây một phen hoảng loạn cho khách hàng ở đây. Loren đã tiêu diệt con chó bằng một phát súng với viên đạn bạc. Tuy vậy Jared đã cắn Steven và truyền huyết thanh sói cho anh này để anh ta cũng biến dạng thành ma sói.
Sau đó Jared tìm đến nhà và bắt Loren. Loren, Steven, cậu em trai và người thợ săn Tucker đã cùng nhau chiến đấu với con ma sói này. Kết thúc bộ phim là ma sói Jared bị tiêu diệt và một tình cảm nảy nở giữa Loren và Steven.

## Diễn viên
- Nina Dobrev vai Loren Hansett
- Sean O'Neill vai Steven Kepkie
- Kevin Sorbo vai Redd Tucker
- Peter Stebbings vai Jared Martin
- Spencer Van Wyck vai Kyle Hansett
- Melanie Leishman vai Angie Bremlock
- Kim Bourne vai Margo
- Nahanni Johnstone vai Christie
- Von Flores vai Thám tử Stalling
- Rothaford Gray vai Trung sĩ Hillam
- Billy Otis vai Charles Ray Pope

## Âm nhạc
Hầu hết các bài hát trong phim được viết lời và biểu diễn bởi ban nhạc The Manvils.